# (169) Zelia
(169) Zelia est un astéroïde de la ceinture principale découvert par les frères Prosper-Mathieu et Paul-Pierre Henry le 28 septembre 1876. Le crédit de cette découverte a cependant été attribué à Prosper-Mathieu Henry.
Il a été nommé ainsi d'après le nom d'une nièce de l'astronome Camille Flammarion.